# イマだ!タレント再生工場 「ノムさん」
『イマだ!タレント再生工場 「ノムさん」』（いまだ さいせいこうじょう のむさん）は、フジテレビで放送されていた特別番組。

## 概要
ヤクルトスワローズを三度日本一に導き、埋もれつつあった数々の選手を再生させ「野村再生工場」と謳われた「ノムさん」こと野村克也をオーナー役に据え、かつて世間を騒がせたタレントたちを再生させる。

## 放送リスト
1. 第1回：2005年5月25日 25:58 - 26:58 - ニューカマーズ枠にて放送。予想以上に好評だったため、関東地区では11月に再放送をした。
2. 第2回：2006年1月3日 23:40 - 24:40
3. 第3回：2006年8月15日 19:00 - 20:54 - イマだ!タレント活性工場!!「ノムさん」に改題しカスペ!枠で放送された。

## 出演者
レギュラー
- 社長:野村克也（第二弾のみにビデオ出演）
普段は肖像画が飾られている。放送期間中に東北楽天ゴールデンイーグルスの監督に就任。
- 工場長:今田耕司
- 事務員:中野美奈子（フジテレビアナウンサー）
- レギュラー出演者:坂本一生
第一弾から第三弾まですべてに出演。第一弾でアルバイト店員だった所をアンジャッシュに発見される。
- 運命請負人：諸喜田清子

第一弾ゲスト
- 山本淳一（元光GENJI）
- 石井明美
「CHA-CHA-CHA」が大ヒット
- 笠浩二（C-C-B）
「Romanticが止まらない」などのヒット曲を出す
- 立花理佐
- 大原かおり
3代目ミニスカポリス
- ダンディ坂野
「ゲッツ!」が大流行
- 坂本一生
新加勢大周として1990年代に話題になる

第二弾ゲスト
- 立川俊之（元大事MANブラザーズバンド）
シングル「それが大事」が大ヒット
- 大原かおり
第一弾に続き出演
- 桜庭あつこ
グラビアアイドルとして活躍した他、羽賀研二との熱愛報道で有名に
- ノッチ（デンジャラス）
フジテレビ系「ボキャブラ天国」などで活躍
- 新田純一
アイドルとして一世を風靡
- 坂本一生
第一弾に続き出演
- 王様
- 元祖ムキムキマン
エンゼル体操（1978年ごろ）で子供たちに大人気に
- 野村沙知代（克也オーナー夫人）
ミッチー・サッチー騒動などで社会を騒がす

第三弾ゲスト
- 工藤順一郎（工藤兄弟）（8代目いいとも青年隊）
- 工藤光一郎（工藤兄弟）（8代目いいとも青年隊）
- 神田利則（4代目いいとも青年隊←半熟隊）
- テツandトモ
「なんでだろう」が大流行
- 布川敏和（元シブがき隊）
- 布川智子（元おニャン子クラブ）
布川敏和の妹
- 渡辺美奈代（元おニャン子クラブ）
- 石黒彩（元モーニング娘。）
- 坂本一生
第一弾、第二弾に続き出演
- ダンディ坂野
第一弾に続き出演
- 岸部シロー（元ザ・タイガース）
西遊記の沙悟浄役などで活躍
- 中村あゆみ
「翼の折れたエンジェル」が大ヒット
- 大場久美子
- あいざき進也
- 渋谷哲平
- 元祖ムキムキマン
第二弾に続き出演

ノムのヒットスタジオ
第三弾に放送された懐メロコーナーで、夜のヒットスタジオのパロディ。今田工場長は「前半のトークいらんわ～」と酔いしれていた。
- - ジュディ・オング
「魅せられて」などが大ヒット
  - 堀江淳
  - ロス・インディオス&シルヴィア
  - 麻倉未稀

## 影響
- 第一弾出演者の笠浩二（C-C-B）の出演後、フジテレビ系ドラマ「電車男」の劇中でヒット曲「Romanticが止まらない」が挿入歌として使用された。
- 山本淳一は、番組を見ていたプロデューサーから声がかかり、ネプリーグ（2006年1月16日放送分）への出演が決まった。
- 坂本一生は第二弾終了後、自らドラマに出演させてほしいと願い出たところ、ドラマ「ダンドリ。～Dance☆Drill～」に体育教師として出演することができた。

## スタッフ
- 構成 : 遠藤みちスケ、江戸ダビ夫ほか
- ナレーター : 佐野瑞樹（フジテレビアナウンサー）
- MA : 吉田肇
- デザイン : 桐山三千代（フジテレビ）
- 装飾 : 岡田寿也
- 広報 : 谷川有季（フジテレビ）
- 演出 : 中村肇（BEE BRAIN）
- プロデューサー : 内田智子（BEE BRAIN）、松崎容子（フジテレビ）
- 技術協力 : スウィッシュ・ジャパン、プログレッソ、IMAGICA、SAVAN
- 制作 : フジテレビ、BEE BRAIN